# خير أباد (ميانة)
خير أباد هي قرية في مقاطعة ميانة، إيران. يقدر عدد سكانها بـ 67 نسمة بحسب إحصاء 2016.